# Badamağac
Badamağac è un comune dell'Azerbaigian situato nel distretto di Cəlilabad.